# BT-12 (航空機)
フリートウイングス BT-12
フリートウイングス XBT-12
- 用途：基本練習機
- 製造者：フリートウイングス
- 運用者：アメリカ陸軍航空軍
- 初飛行：1939年
- 生産数：25機

フリートウイングス BT-12（Fleetwings BT-12 Sophomore、社内名称：モデル 23）は、フリートウイングス社がアメリカ陸軍航空軍向けに製作した全金属製の単葉基本練習機である。契約が破棄されるまでに僅か24機が製造されただけで終わった。

## 設計と開発
第二次世界大戦が勃発した当時のアメリカ陸軍航空隊（後のアメリカ陸軍航空軍）は、大規模戦争への準備が不十分であった。出来る限り多数の航空機を入手することに傾注していた陸軍航空軍は、ステンレス鋼薄板製造業者であるフリートウイングス社と単葉の基本練習機製造の契約を締結した。試作機のモデル 23は1939年中にXBT-12として発注された。
XBT-12はプラット・アンド・ホイットニー R-985-AN-1 ワスプ・ジュニアエンジンを搭載し、固定式の尾輪式降着装置を持つ全金属製の片持ち式低翼単葉機であった。教官と訓練生は一体型キャノピーの中で各々独立してタンデムに配置されていた。本機は主要部分を溶接ステンレス鋼で製作するように意図された最初の軍用機であった。

## 運用の歴史
1939年終わりに始まったXBT-12の評価試験の後に BT-12と命名された量産型176機が発注されたが、ヴァルティー BT-13の方が好まれて契約がキャンセルされるまでに僅かに1942年に1機、1943年に23機の計24機が納入されただけであった。

## 派生型
XBT-12
試作機のモデル 23用の陸軍の名称。1機製造。
BT-12
量産型モデル 23用の陸軍の名称。24機製造。152機はキャンセル。

## 運用
アメリカ合衆国
アメリカ陸軍航空軍

## 要目 (BT-12)
出典: The Illustrated Encyclopedia of Aircraft (Part Work 1982-1985), 1985, Orbis Publishing; also 
諸元
- 乗員: 2
- 全長: 8.89 m （29 ft 2 in）
- 全高: 3.45 m （11 ft 4 in）
- 翼幅: 12 m（40 ft）
- 翼面積: 22.33 m2 （240.4 ft2）
- 空虚重量: 1,439 kg （3,173 lb）
- 運用時重量: 2,040 kg （4,497 lb）
- 動力: プラット・アンド・ホイットニー R-985-AN-1 ワスプ・ジュニア 空冷 星形エンジン、340 kW （450 hp）   × 1

性能
- 最大速度: 314 km/h （169 kn） 195 mph
- 巡航速度: 241 km/h （130 kn） 150 mph
- 航続距離: 1,086 km （587 nmi） 675 mi
- 実用上昇限度: 7,254 m （23,800 ft）
- 上昇率:  （10,000 feetまで10分）